# Turó del Castell (Porqueres)
El Turó del Castell és una muntanya de 278 metres que es troba al municipi de Porqueres, a la comarca catalana del Pla de l'Estany.